# Переверзіна Марія Василівна
Марі́я Васи́лівна Переве́рзіна (нар. 16 серпня 1937, Максимівка, Кременчуцький район) — українська різьбярка, що проживає у США. Заслужена майстриня народної творчості України (УРСР, 1983).

## Біографія
Учениця різьбяра Валентина Нагнибіди. Від 1972 працювала в сувенірному цеху Кременчуцького лісгоспу. Створювала речі хатнього й кухонного умеблювання, побутові предмети, зокрема хлібниці, ложки, корці, сільнички, тарелі, скриньки, рибальські набори, сувеніри, народні іграшки з дерева; оздоблювала їх тригранно-виїмчастим різьбленням із розетками. 
Учасниця мистецьких виставок в Україні, Болгарії (Велико-Тирново), Польщі (Кошалін), Фінляндії, Японії, США, а також в Москві. Персональна — у Києві (1983). 
Твори зберігаються у музеях Києва, Запоріжжя, Полтави, Кременчука та Канева. На початку 1990-х років виїхала до сина в США. Створений перший поштовий конверт із серії «Історія Кременчуцького лісгоспу», на якому зображена Марія Перевезіна та її роботи. Автор створення конверта Кирило Відміч.